# Staatsbesuch von Erich Honecker in Japan
Der Staatsbesuch von  Erich Honecker in Japan fand vom 26. bis 31. Mai 1981 statt. Es war der erste offizielle Besuch eines DDR-Staatsoberhauptes in einem führenden westlichen Industrieland.

## Vorgeschichte
Seit den 1950er Jahren gab es Wirtschaftsbeziehungen zwischen der DDR und Japan, jedoch ohne offizielle politische Kontakte, da Japan sich nicht den Ärger der Bundesrepublik Deutschland mit ihrer Hallstein-Doktrin der Nichtanerkennung der DDR zuziehen wollte. 1973 wurden dann diplomatische Beziehungen aufgenommen. Danach intensivierten sich die wirtschaftlichen und kulturellen Kontakte. Bekannte Musiker wie Peter Schreier und Kurt Masur waren häufige und beliebte Gäste in Japan.
Der Ministerpräsident Suzuki Zenkō suchte gegen die politische und militärische Dominanz der USA Kontakte auch zu östlichen Ländern. Die DDR hatte ein großes Interesse an Industrieprodukten wie Stahl und Mikroelektronik aus Japan und versuchte so auch, die westliche CoCom-Sanktionsliste gegen östliche Staaten zu umgehen.
Im Dezember wurde der bevorstehende Besuch in Japan bekanntgegeben. Danach wurden mehrere Wirtschaftsabkommen zwischen beiden Seiten vorbereitet. Erich Honeckers Autobiographie Aus meinem Leben wurde in das Japanische übersetzt und noch vor dem Besuch veröffentlicht. Eine Ausstellung deutscher Meisterwerke der Malerei und Grafik von Dürer und Cranach bis Willi Sitte wurde ab Anfang Mai in Tokio und dann in Fukuoka gezeigt, zu der über 100.000 Besucher kamen. In Ost-Berlin wurden wenige Tage vor dem Besuch die ersten Mazda 323 im Autohaus Unter den Linden ausgestellt, die danach in begrenztem Umfang für DDR-Mark erhältlich waren.

## Verlauf
25. Mai
Am Abend des 25. Mai startete das Flugzeug mit der DDR-Delegation vom Flughafen Schönefeld.
26. Mai
Am Abend des 26. Mai landete es auf dem Flughafen Tokio und die Delegation wurde von Ministerpräsident Suzuki Zenkō und weiteren führenden Persönlichkeiten empfangen.
Danach wurde sie in ihre Residenz, den Akasaka-Palast gefahren.
27. Mai
Am Mittwoch, den 27. Mai wurde Erich Honecker vom Kaiser Hirohito vor dem Kaiserpalast empfangen. Danach führten beide Gespräche. Anschließend gab es ein festliches Mittagsessen des Kaisers für seine Gäste.
Am Nachmittag empfing Ministerpräsident Suzuki Zenkō die Delegation zu Gesprächen. Am Abend lud er zu einem festlichen Empfang.
28. Mai
Am 28. Mai wurden die Gespräche mit verschiedenen Persönlichkeiten aus Politik und Wirtschaft fortgesetzt, darunter auch mit dem Vorsitzenden der KP Japans.
Die Nihon-Universität in Tokio verlieh Erich Honecker die Ehrendoktorwürde der Rechte, erstmals in seinem Leben.
Am Abend gab es ein festlichen Empfang im Akasaka-Palast, an dem auch zahlreiche führende Vertreter der japanischen Wirtschaft teilnahmen, darunter der Präsident des wichtigsten Wirtschaftsverbandes Keidanren, Inayama Yoshihiro.
29. Mai
Am 29. Mai fuhr die DDR-Delegation nach Osaka und besichtigte dort verschiedene Industrieunternehmen.
30. Mai
Am 30. Mai gab die Nippon Steel Corporation in Osaka ein Festdiner für die Gäste.
Danach reiste die Delegation in die alte Kaiserstadt Kyoto und besichtigte dort auch Kunsthandwerkstätten.
31. Mai

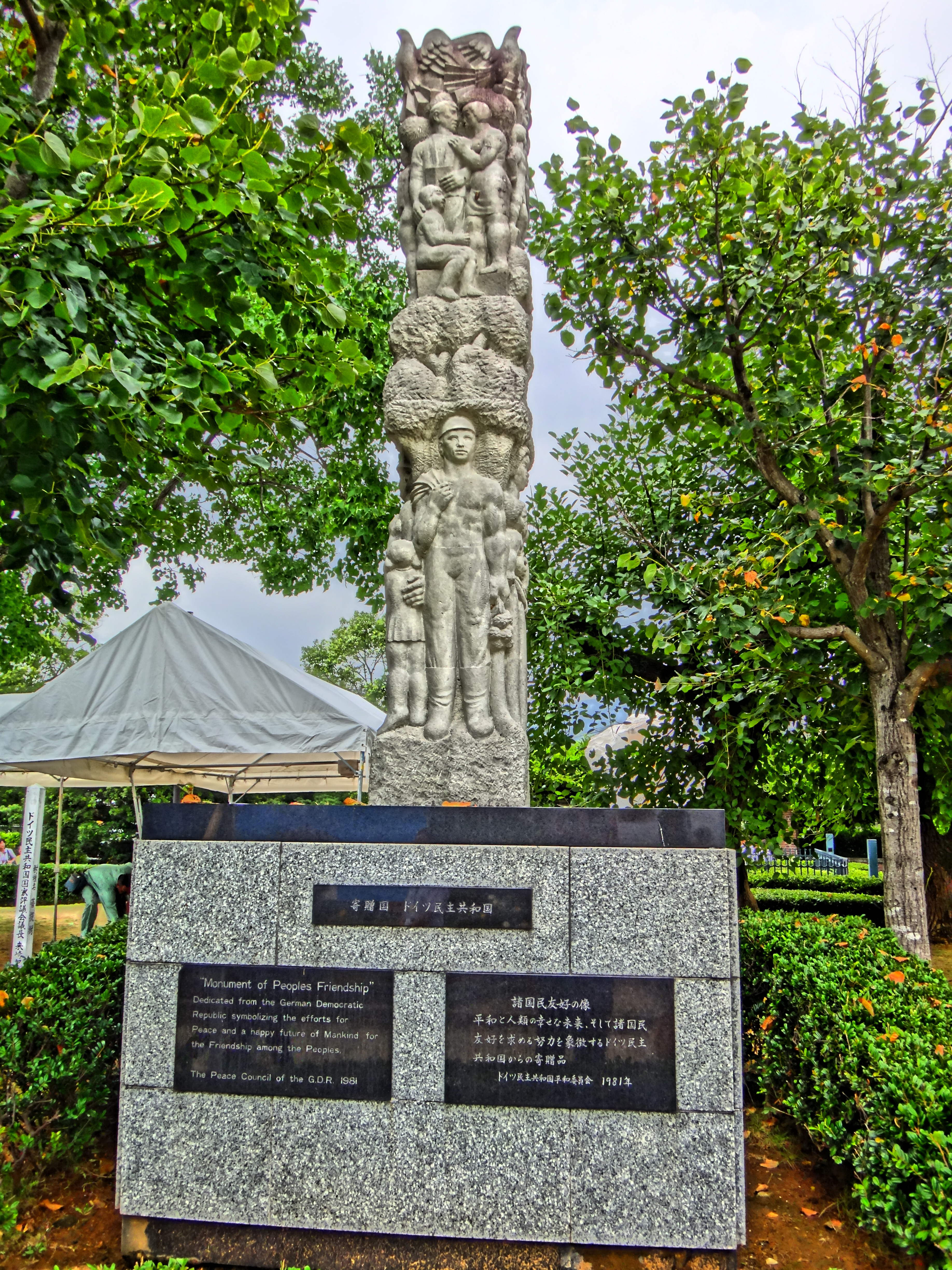
„The Peace Council of the G.D.R. 1981“

Am Vormittag des 31. Mai besuchte die Delegation den Friedenspark in Nagasaki und enthüllte eine Stele der DDR.
Am Nachmittag wurde Erich Honecker die Ehrenbürgerwürde der Stadt Arita verliehen, für seine Verdienste um die Entwicklung der kulturellen Beziehungen. (Arita ist die wichtigste Stadt der Porzellanherstellung in Japan und Partnerstadt von Meißen.)
Danach flog die Delegation vom Flughafen Nagasaki zurück in die DDR.

## Delegationen
Gemäß dem abschließenden Kommuniqué gehörten folgende Persönlichkeiten den Verhandlungsdelegationen an:
für die DDR
- Erich Honecker, Vorsitzender des Staatsrates
- Günter Mittag, Mitglied des Staatsrates und ZK-Sekretär für Wirtschaftsfragen
- Oskar Fischer, Außenminister
- Gerhard Beil, Minister für Außenhandel
- Frank-Joachim Herrmann, Leiter der Kanzlei des Vorsitzenden des Staatsrates
- Horst Brie, Botschafter der DDR in Japan

für Japan
- Suzuki Zenkō, Premierminister
- Miyazawa Kiichi, Staatsminister
- Junchi Yamada, Botschafter Japans in der DDR
- Toshiaki Muto, Abteilungsleiter im Außenministerium

## Resonanz und Nachwirkungen
Die DDR-Delegation wurde in Japan mit größter Aufmerksamkeit empfangen.

„Mit Böllerschuß und Fanfarenklang, mit Kinderjubel und Kaiservisite empfing Tokio den Staatsratsvorsitzenden der DDR, Erich Honecker, zum Staatsbesuch. Kein König, kein amerikanischer Präsident ist im Nachkriegs-Japan mit erlesenerem Zeremoniell, mit ausgesuchterer Höflichkeit und Aufmerksamkeit bedacht worden, so scheint's (...).“

 In den Medien der DDR wurde der Besuch begeistert beschrieben.
Die Wirtschaftsbeziehungen zwischen beiden Ländern entwickelten sich in den nächsten Jahren weiter, mit einem deutlichen japanischen Exportüberschuss. Die politischen Beziehungen kühlten sich nach der Ablösung Suzukis als Ministerpräsident 1982 deutlich ab, da dessen Nachfolger Nakasone Yasuhiro sich wieder stärker den USA zuwandte.
Die Ehrenbürgerwürde von Arita wurde Erich Honecker nach 1989 wieder aberkannt, die Ehrenbürgerurkunde und der Ehrendoktor-Talar der Nihon-Universität befinden sich jetzt im Bestand des Deutschen Historischen Museums in Berlin.